# 佛羅里達級戰艦
佛羅里達級戰艦屬於美國海軍的無畏艦戰艦，共建造兩艘：佛羅里達號戰艦與猶他號戰艦。分別於1910年與1909年下水，並於1911年服役。與前一型的德拉瓦級戰艦相比，體積略大，但在設計上大致相似。這是美國首個全裝配蒸汽渦輪發動機動力系統的戰艦級。在前一型「德拉瓦級」中，北達科他號戰艦曾作為實驗裝配汽輪機，而德拉瓦號戰艦則仍採用豎直式三段式蒸汽機。
兩艘戰艦均參與了1914年的維拉克魯斯戰役，當時各自部署了海軍陸戰隊作為登陸作戰部隊。1917年美國加入第一次世界大戰後，兩艘艦均被派往歐洲。「佛羅里達號」被編入英國大艦隊，駐紮於斯卡帕灣；1918年12月，她護送總統伍德羅·威爾遜前往法國參加和平談判。「猶他號」則負責護航任務，駐守於愛爾蘭，負責保護前往歐洲大陸的船隊。
根據1922年的華盛頓海軍條約，兩艘戰艦均得以保留，並於戰間期進行了大幅現代化改造，安裝了防雷鼓包、改用燃油鍋爐等改進措施，但根據1930年的倫敦海軍條約，最終均被非軍事化處理。其中「佛羅里達號」被拆解，「猶他號」則改裝為無人遙控靶艦，後成為防空炮兵訓練艦。猶他號於1941年12月7日的珍珠港事件中遭日軍攻擊沉沒，其船殼因陷入淤泥而無法打撈，現仍作為戰爭紀念長留港底。

## 設計
佛羅里達級為1906年至1919年間共建造的10個不同級別中第三型，共計22艘戰艦服役。當時美國新式無畏艦的設計，既借鑒了前無畏艦的經驗，也觀察了外國設計，因為在該級戰艦設計時，美國尚未有無畏艦服役—所有美國無畏艦當時都處於建造或設計階段。 美國的主力艦設計亦深受海軍海軍戰爭學院進行軍事演習的影響。上校威廉·索登·西姆斯領導的一場改革運動，將戰艦設計權交由美國海軍總會。
這批戰艦較前一型的德拉瓦級戰艦有所改進。它們的機艙空間擴大，可容納4臺柯蒂斯或帕森斯生產的蒸汽輪機。更寬的船幅提高了橫向穩定性，彌補了「特拉華級」在這方面的不足，有助於改善浮力並減少船體應力。 艦隻配備了新型5吋51倍徑火炮口徑副炮，這些副炮均安裝於防護較佳的艙側，較以往的設計有更完善的裝甲防護。 該級戰艦沿用了前一型「德拉瓦級」的大型全封閉指揮塔，此舉乃參考了1905年對馬海峽海戰的經驗，有效降低了指揮部位遭受攻擊的風險。 總體而言，這批戰艦的裝甲防護比同期英國戰艦更為完善，但在戰間期均進行了多次改裝。

### 基本特徵
佛羅里達級戰艦水線長度為510英尺（160米），全長為521英尺6英寸（158.95米）；船寬為88英尺3英寸（26.90米），平均吃水深度為28英尺6英寸（8.69米）。標準排水量為21,825 long ton（22,175 t），滿載排水量達23,033 long ton（23,403 t）。 相較於前型「德拉瓦級」，排水量約增加了2,500 long ton（2,500 t）。 此外，艦隻的上層建築也進行了部分重新佈局，包括更換了格構桅杆以及煙囪的位置。 「佛羅里達級」艦隻編制為1,001名軍官與水手。 更寬的船體使得艦隻擁有較高的橫向穩定性，使得即便配備較大口徑的中型主炮，也不會因重心過高而產生不利影響。
其中，「佛羅里達號」曾試驗性地配備了一個比當時標準更大的橋樓，以容納全艦及火控人員，並獲得額外裝甲保護；而「猶他號」則在標準橋樓頂部增設了一座厚裝甲火控塔。前者的設計效果極佳，以致於後來在擬定內華達級時，原本計劃將橋樓與火控塔分開，但最終選用了類似「佛羅里達號」那樣較寬敞的橋樓。
兩艘艦於1925年至1927年間進行了現代化改造；其中一項改進是加裝了防雷鼓包，以增強水下損傷的抵抗力—這使得艦體寬度增至106英尺（32米）。 此外，艦隻將後部的格構桅杆拆除，改用單一桅杆取代。在3號主炮塔上則裝設了一部飛機彈射器。

### 推進系統
該級戰艦採用四軸帕森斯汽輪機推進；蒸汽則由12座巴布柯克-威爾科斯公司燃煤鍋爐供應。這些引擎總功率達28,000 shp（20,880 kW），使艦隻最高航速可達21 kn（39 km/h）。在海上試航期間，「佛羅里達號」在40,511 shp（30,209 kW）功率下測得航速為22.08 kn（40.89 km/h；25.41 mph）；而「猶他號」的汽輪機僅產生27,028 shp（20,155 kW）功率，但仍能推動其以21.04 kn（38.97 km/h；24.21 mph）航速前進。 不過，兩艘艦的機艙與鍋爐配置沿用了「德拉瓦級」的佈局：引擎室設置於後主炮塔之間，而蒸汽管線則從中部鍋爐房經由艦內穿越至背負式炮塔下方。 艦隻在10節巡航時的航程為5,776 nmi（6,650 mi；10,700 km）。
由於機艙經過加長以容納更大功率的帕森斯汽輪機，必須取消了後部鍋爐房；因此煙囪間距比「德拉瓦級」更為接近。 為了在擴大鍋爐房寬度（增寬4英尺）的同時確保水下及燃煤艙的保護，艦體整體被設計得比「德拉瓦級」寬3英尺。1925至1927年間，「佛羅里達號」與「猶他號」均進行了改造，將原燒煤鍋爐更換為4座懷特-福斯特燃油鍋爐，藉此減少鍋爐數量，並將雙煙囪整合成一座較大的煙囪。

### 武器裝備

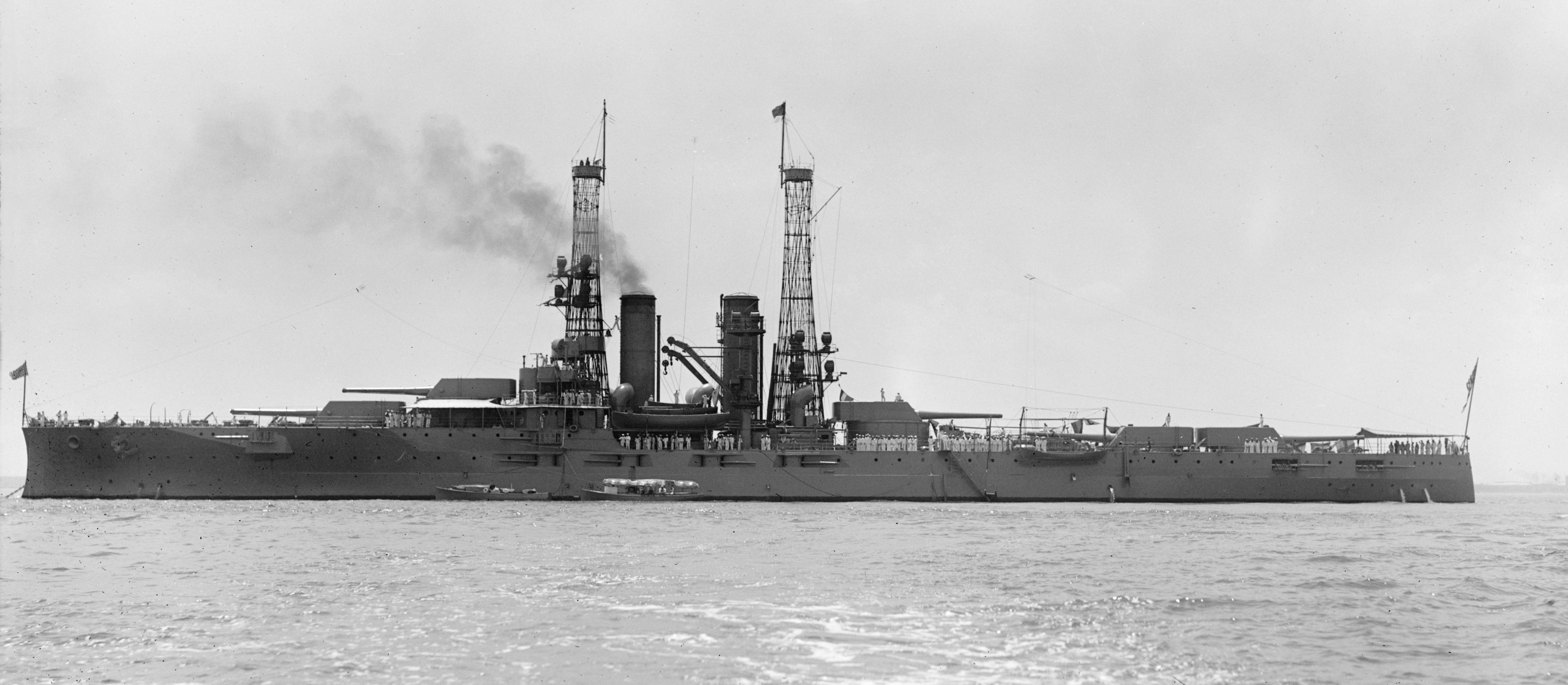
左圖：佛羅里達級戰艦側面視圖，其十門12吋45口徑 Mark5砲在佈局上與Delaware級完全相同

#### 主炮
原計劃該級艦裝配八門正在研發中的14吋45倍徑艦炮，並採用前後超級火炮塔佈局。不過，由於此型炮直到1914年才服役，故最終仍保留了從特拉華級沿用的五座雙聯炮塔，共十門12吋45口徑Mark5砲。 這些炮塔採用Mark 8炮房，其仰角範圍為-5°～15°。主炮射速約為每分鐘2至3發，發射870磅（395）重的炮彈，可選用穿甲彈（AP）或普通彈，但由於普通彈至1915年已過時，生產也隨之停滯。每發炮彈的推進藥包重310磅（141）（以真絲袋包裝），發射時炮口初速約為2,700 ft/s（823 m/s）。預計每門主炮可連續射擊175發後須更換炮管。兩艘艦各自攜帶100發炮彈，合計1,000發。當主炮以15°仰角射擊時，射程可達約20,000 yd（18,288米）。
不幸的是，該級艦沿襲了特拉華級炮塔佈局所帶來的一些局限：前方兩座炮塔（編號1與2）以超級火方式重疊安裝，而後部則有三座均沿中心線排列的炮塔。最靠後的炮塔（編號5）安裝在主甲板上，向後開火；緊鄰其前的炮塔（編號4）安裝在主甲板上，但只能對側面開火，無法向前或向後射擊；位於中間的炮塔（編號3）處於後方超級火位置，但當下方炮塔的火炮朝前時，其則無法向後射擊。這使得在艦隻後部僅剩下裝有一對12英寸炮的最末炮塔來覆蓋射程。 此外，由於機艙設置在後超級火炮塔與其下方炮塔之間，蒸汽管線不得不從鍋爐房經由編號3炮塔的彈藥庫延伸至機艙，後來發現這些熱管線可能導致彈藥庫溫度升高，影響彈藥性能。這一設計缺陷在部分英國無畏艦上亦曾出現，但從結構上難以避免。

#### 其他武器

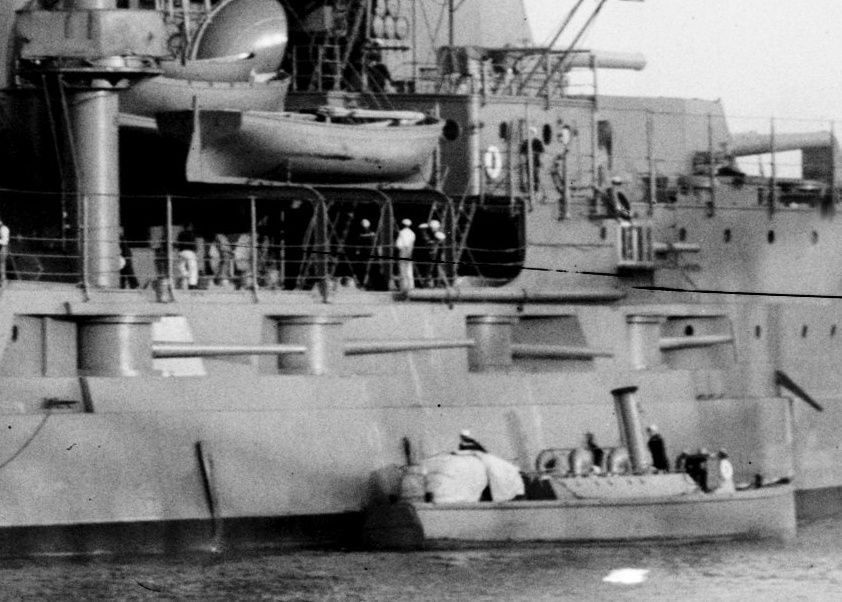
右圖：猶他號前方5吋51倍徑火炮副炮陣列

最初C&R提議為這批艦隻裝配6-英寸（152-）副炮，並以6.5英寸（165 mm）厚的艙側裝甲加以保護，這將是從Delaware級沿用裝甲設計中的唯一改變。不過，由於對副炮艙側碎片防護和煙氣排放的顧慮，最終改採新型5吋51倍徑火炮炮。 共裝配16門此型武器，每門均獨立設置於艙側。 這些炮發射一枚重50磅（23）的穿甲彈，初速約為3,150 ft/s（960 m/s），射速約為每分鐘8至9發。該炮最大可降至-10°仰角、最高可抬升至15°，炮塔可旋轉約150°範圍。
1917年，佛羅里達號與猶他號各自增設了兩門3吋23倍徑火炮以作為防空武器；1926年至1928年間，此數量增至八門。這些炮發射重16.5磅（7）的炮彈，初速約為1,650 ft/s（503 m/s），最大射程約8,800 yd（8,047米），最大射高達18,000英尺（5,486米）（75°仰角），射速介於每分鐘8至9發之間。
此外，該級艦還配備了兩個21-英寸（533-）浸沒式魚雷管，各自安裝於艦體兩側。魚雷全長約16.4英尺（5米），攜帶約200磅（91）戰包，射程約4,000 yd（3,658米），巡航速度約26 kn（48 km/h；30 mph）。

#### 裝甲
該級艦的裝甲佈局大致延續特拉華級的設計。艦側縱向裝甲帶在重要區域的厚度為9至11英寸（229至279 mm）；艙側裝甲（casemate）則為8、10英寸（203、254 mm）。 經過改造後，部分艙側炮座被移至上層建築，其裝甲厚度僅為5英寸（127 mm）。包圍主炮塔的炮座裝甲厚度介於4、10英寸（102、254 mm）之間：面向較易遭受炮擊的一側採用較厚裝甲，而炮塔前後部分則為了節省重量而採用較薄裝甲。炮塔本身的裝甲厚度為12英寸（305 mm）；指揮塔裝甲厚度為11.5英寸（292 mm）；而艦甲板則從2至1.5英寸（51至38 mm）略為減薄。

## 建造

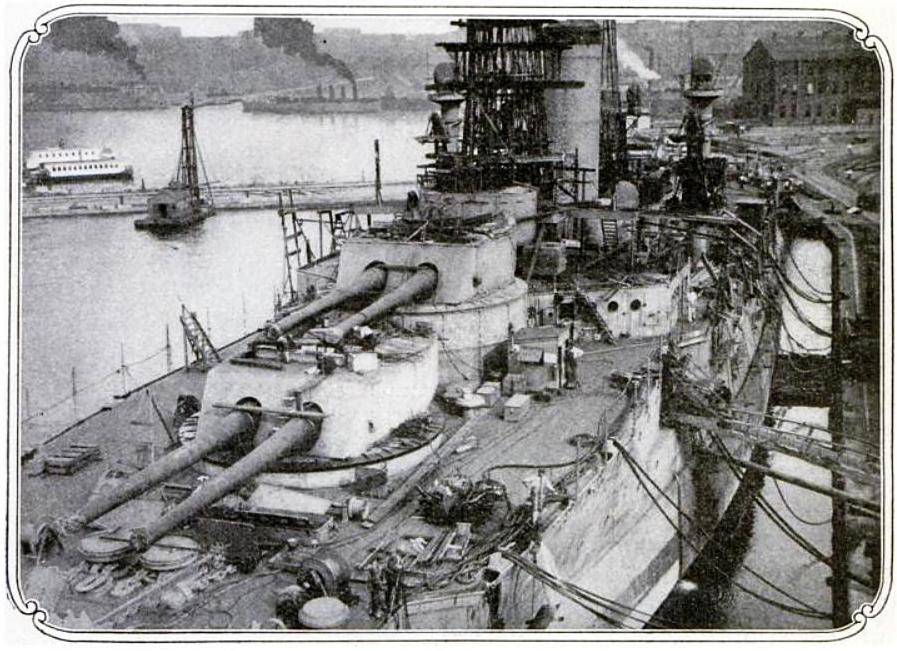
「佛羅里達號」在布魯克林造船廠進行最後裝配

佛羅里達號（訂購編號“Battleship #30”）於1909年3月9日在布魯克林造船廠動工，1910年5月12日下水，下水後進行裝配工程，1911年9月15日竣工並入列美國海軍。猶他號（訂購編號“Battleship #31”）則於1909年3月15日在紐約造船廠（位於新澤西州卡姆登）動工，其進度較「佛羅里達號」姊妹艦迅速，於1909年12月23日下水，並於1911年8月31日竣工入列。

## 服役歷史
| 艦名           | 艦隻編號 | 建造廠             | 動工日期     | 下水日期       | 服役日期      | 退役日期      | 結局                              |
| -------------- | -------- | ------------------ | ------------ | -------------- | ------------- | ------------- | --------------------------------- |
| 佛羅里達號戰艦 | BB-30    | 紐約布魯克林造船廠 | 1909年3月8日 | 1910年5月12日  | 1911年9月15日 | 1931年2月16日 | 1931年於費城拆解                  |
| 猶他號戰艦     | BB-31    | 肯頓紐約造船廠     | 1909年3月9日 | 1909年12月23日 | 1911年8月31日 | 1944年9月5日  | 1941年12月7日珍珠港事件中空襲沉沒 |

### 佛羅里達號

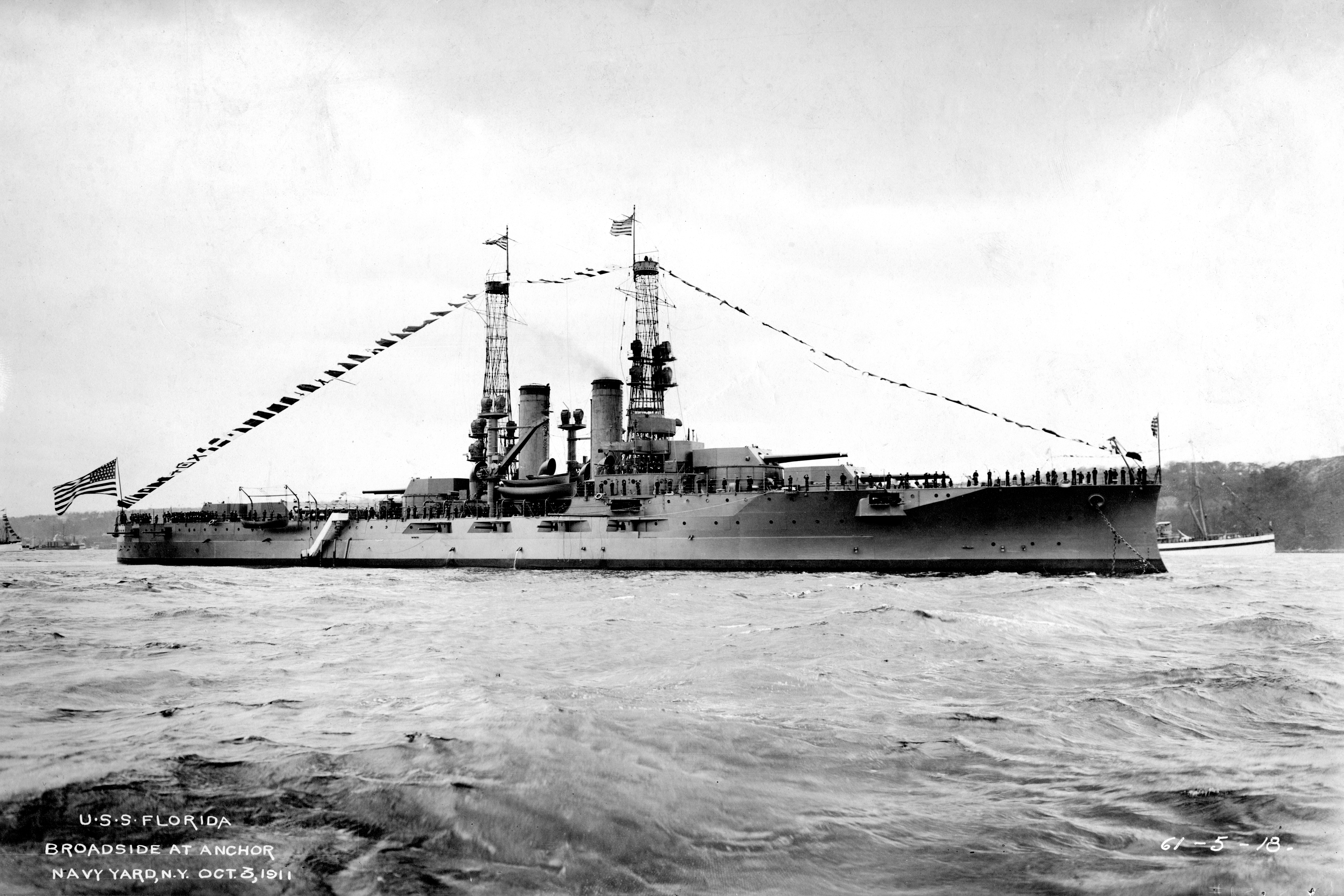
1911年紐約海軍閱兵式上，「佛羅里達號」穿著盛裝出現

「佛羅里達號」參與了1914年的韋拉克魯斯戰役 (1914年)。當時她與姊妹艦「猶他號」率先抵達登陸現場；1914年4月21日，兩艘艦分別由「佛羅里達號」艦長率領，登陸約1,000名水手與陸戰隊。戰鬥持續了3天，「佛羅里達號」與「猶他號」登陸部隊共遭受94人傷亡。
1917年美國加入第一次世界大戰後，「佛羅里達號」被派往歐洲；其於1917年12月啟航。抵達北海後，她被編入英國大艦隊。 該艦隸屬於美國海軍第九戰艦分隊，由少將休·羅德曼指揮，於12月7日抵達後被分配至大艦隊第6戰列巡洋艦中。在與英國艦隊進行訓練演習後，第6戰列巡洋艦被指派執行前往斯堪地那維亞海域的護航任務。 戰爭結束後，1918年12月，該艦護送總統伍德罗·威尔逊前往法國參加《凡爾賽和約》談判；隨後於同月返回美國，並參加在紐約港舉行的勝利閱兵。
戰後，佛羅里達號返回美國海軍大西洋艦隊服役，主要活動範圍在美國東海岸及中美洲。1920年7月，她被重新編定艦隻編號為“BB-30”；同年12月，她隨同美國國務卿班布里奇·科尔比展開一趟圍繞加勒比及南美的外交訪問。作為1922年華盛頓海軍條約下得以保留的最老戰艦，「佛羅里達號」於1920年代中期接受了大規模改造與現代化升級。改造出廠後，她被指定為指揮艦，隸屬於美國艦隊旗艦，並在隨後數年間執行一系列訓練航行任務。根據1930年倫敦海軍條約，該艦最終被決定退役，1931年2月退役後被拖往费城海军船坞進行拆解。

### 猶他號

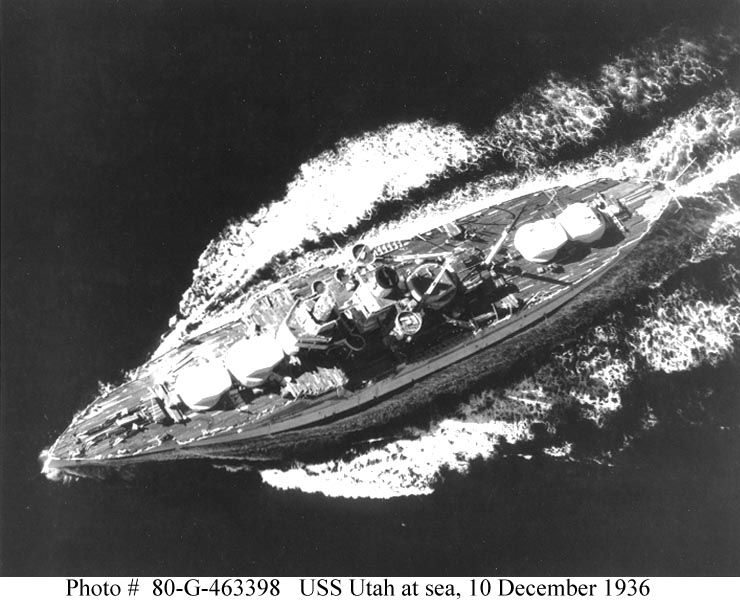
猶他號於1936年在海上作為無人靶艦進行訓練

猶他號最初隸屬於美國海軍大西洋艦隊。1913年，她曾執行一次前往地中海的友好訪問。 此外，猶他號也參與了維拉克魯斯戰役，與姊妹艦「佛羅里達號」並肩作戰；在第一次世界大戰期間，她亦執行了前線任務，雖然並未編入英國大艦隊。自1918年9月起，「猶他號」駐紮於愛爾蘭班特里灣，負責執行前往歐洲的護航任務。
戰後，「猶他號」再次服役於大西洋艦隊；1921至1922年間，她曾駐紮歐洲。1924至1925年間，該艦曾執行一次前往南美的友好訪問。返回美國後，她進入乾船坞進行大規模改造。完成改造後，她被編入偵察艦隊。1928年底，該艦曾駛往南大西洋，接回當時正由南美多國進行大使級訪問的當選總統赫伯特·胡佛。
根據倫敦海軍條約，猶他號最終被排除在前線服役序列之外。1931年，她被拆除主炮，改裝為無人遙控靶艦，並重新編號為AG-16，在此身份下服役至1941年。1935年，她再次進行改造，裝設了一座四聯裝28毫米75倍徑高射機炮防空炮，以進行新型武器的試驗與研發。隨後，她繼續以靶艦身份服役，並於1941年增設數門額外防空炮以提升訓練效果。1941年，她被調派至美國太平洋艦隊，駐守於珍珠港。正是在1941年12月7日珍珠港事件中，猶他號遭到兩枚魚雷攻擊，船體傾覆並沉沒。數年後，其船殼部分被擱正後拖至靠近福特島的位置，但最終因打撈失敗而永久留於港底。

## 延伸閱讀
- Friedman, Norman. . Seaforth Publishing. 2011. ISBN 978-1-84832-100-7. OCLC 751804655.